# Goleniów (gromada)
Goleniów – dawna gromada, czyli najmniejsza jednostka podziału terytorialnego Polskiej Rzeczypospolitej Ludowej w latach 1954–1972.
Gromady, z gromadzkimi radami narodowymi (GRN) jako organami władzy najniższego stopnia na wsi, funkcjonowały od reformy reorganizującej administrację wiejską przeprowadzonej jesienią 1954 do momentu ich zniesienia z dniem 1 stycznia 1973, tym samym wypierając organizację gminną w latach 1954–1972.
Gromadę Goleniów z siedzibą GRN w mieście Goleniowie (nie wchodzącym w jej skład) utworzono 1 stycznia 1969 w powiecie goleniowskim w woj. szczecińskim z obszarów zniesionych gromad Krępsko i Żółwia Błoć  w tymże powiecie; równocześnie do nowo utworzonej gromady Goleniów włączono miejscowości Bolechowo i Podańsko ze zniesionej gromady Stawno oraz miejscowości Domastryjewo, Inina, Ininka, Janiszewo, Krzewno, Twarogi, Zabród i Żółwia wraz z przylegającymi do tych miejscowości obszarami o ogólnej powierzchni 4.200 ha (w tym lasami państwowymi Nadleśnictwa Goleniów o powierzchni 2.830 ha) z miasta Goleniów tamże.
Gromada przetrwała do końca 1972 roku, czyli do kolejnej reformy gminnej. 1 stycznia 1973 w powiecie goleniowskim utworzono gminę Goleniów.